# Passage (Medizin)
In der Medizin wird der Begriff Passage für das Durchlaufen von Substanzen oder eines medizinischen Instrumentes durch ein Organ genutzt.

## Beispiele
- Magen-Darm-Passage: Unverdauliche Substanzen durchlaufen den gesamten Magen-Darm-Trakt und werden unverändert ausgeschieden. Diese Tatsache wird im Rahmen der Röntgendiagnostik genutzt: Durch die Gabe eines Röntgenkontrastmittels (z. B. mit Barium versetzter Brei) kann der Weg des Verabreichten von der Speiseröhre über den Magen bis hin zum Darm beurteilt werden. Eine Einschätzung zu u. a. Schluckvorgang, Magenfüllung und Verdauungsperistaltik ist dadurch möglich.
  - Bei einer Passagestörung des Darmes (durch Tumoren, Adhäsionen, Invaginationen oder Divertikulitis) kann es zur Stuhlverstopfung kommen.[1]

- Leberpassage („first pass“): Ein oral aufgenommenes Medikament durchläuft über den Pfortaderkreislauf zunächst die Leber. Wird es hier zu unwirksamen Metaboliten abgebaut, kann es nicht oral, sondern nur parenteral eingesetzt werden.

- Askariasis: Beim Befall mit Spulwürmern (Ascaris lumbricoides) kommt es zu einer Passage der Nematoden durch die Lunge, was zu Atembeschwerden, blutigem Auswurf und Husten führt.

- Dysphagie: Bei diesem Krankheitszeichen mit dem Hauptmerkmal einer Schluckstörung liegt eine Beeinträchtigung der Passage von Nahrung vom Mundraum über den Schlund in die Speiseröhre vor.